# Amblainville
Amblainville – miejscowość i gmina we Francji, w regionie Hauts-de-France, w departamencie Oise.
Według danych na rok 1990 gminę zamieszkiwało 1650 osób, a gęstość zaludnienia wynosiła 79 osób/km² (wśród 2293 gmin Pikardii Amblainville plasuje się na 162. miejscu pod względem liczby ludności, natomiast pod względem powierzchni na miejscu 69.).
Na terenie gminy położona jest bramka płatnej autostrady A16.